# クオープ環礁
クオープ環礁（英語: Kuop）は太平洋のミクロネシア連邦カロリン諸島の環礁。チューク州に属している。Neochとも呼ばれ、日本では君島環礁とも呼ばれる。

## 地理
環礁は長さ21.5kmほどで幅は最大8kmほどである。トラック環礁の南端から3kmほど南に存在する。
環礁内には主要な2島、小島2島が存在し、環礁の島の合計陸地面積は0.5 km2である。最大の島はギヴリー(Givry)、フェネッピ(Feneppi)などと呼ばれており、環礁の北端に存在する。クオープ環礁は無人であり、ウマンと呼ばれる自治体に属している。

## 歴史
第2次世界大戦中の1944年2月4日に駆逐艦太刀風が座礁し2月18日トラック島空襲により米軍機て交戦し沈没している。

## 註
1. ↑  Statoids.com, retrieved December 8, 2010
2. ↑  Oceandots - Kuop - ウェイバックマシン（2010年12月23日アーカイブ分）
3. ↑  WWII history in Truk Lagoon